# Hans Tirsén

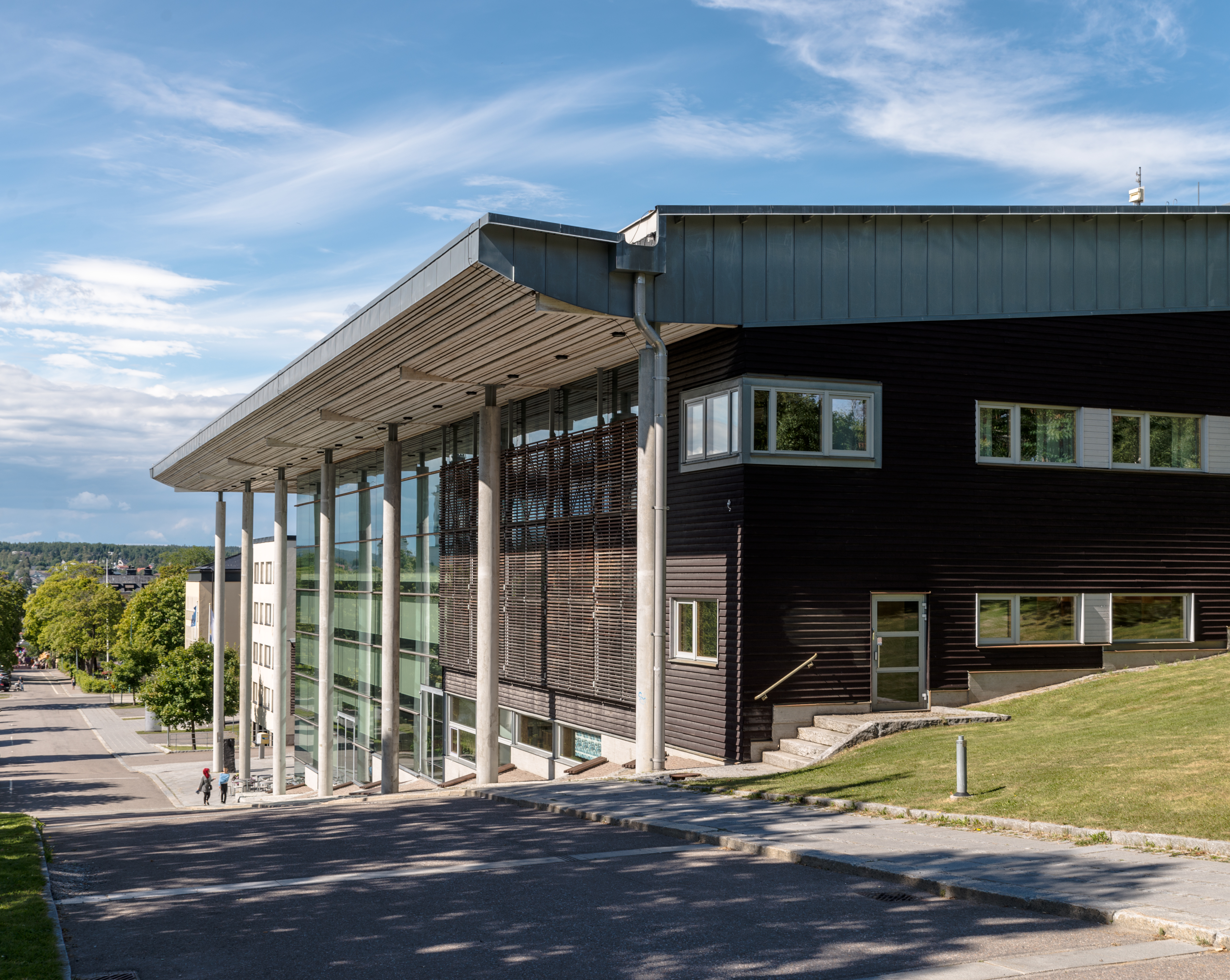
Sambiblioteket, Härnösand

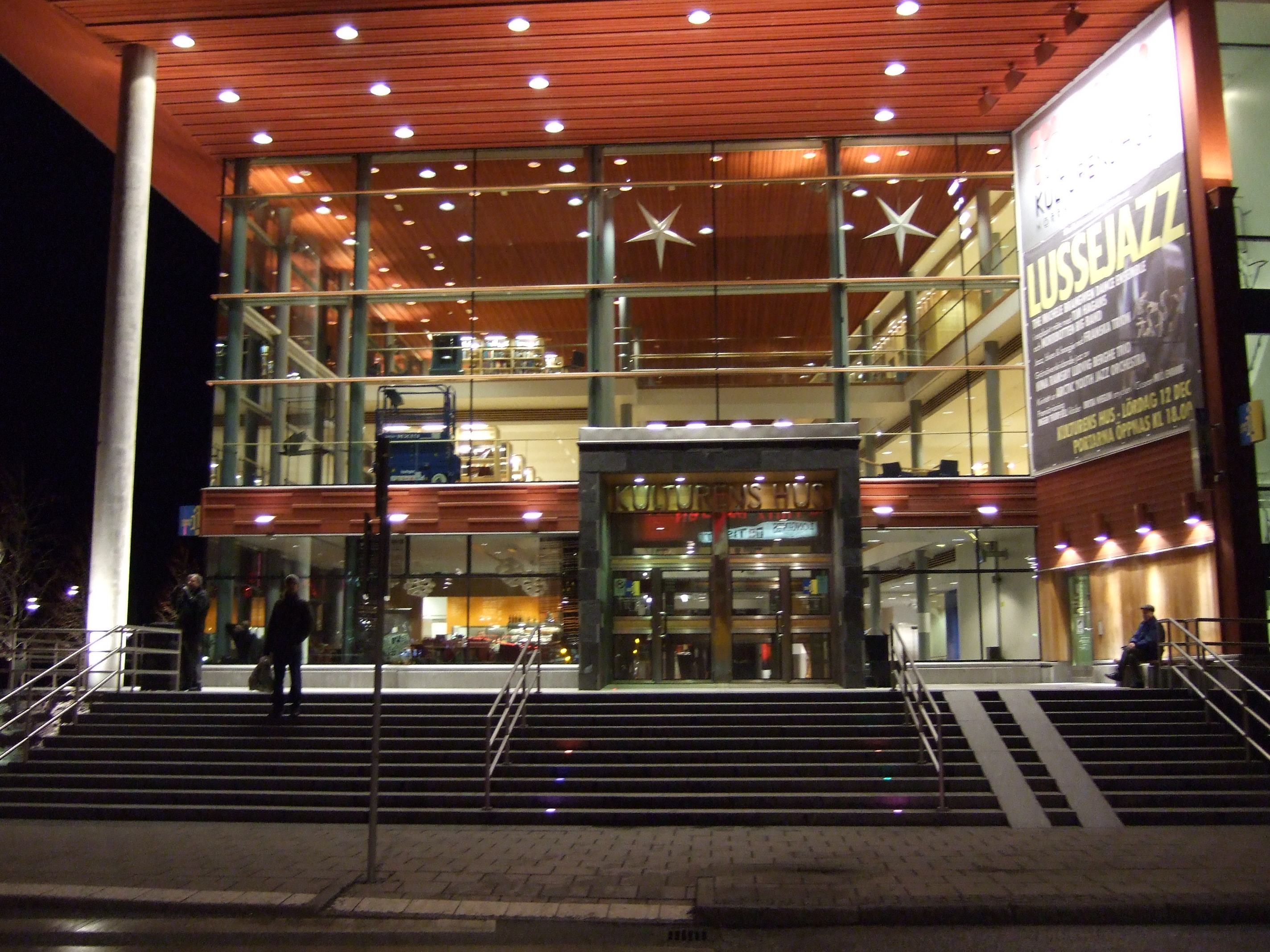
Kulturens hus, Luleå

Hans Åke Tirsén, född 3 september 1942, är en svensk arkitekt.
Hans Tirsén utbildade sig till arkitekt på Kungliga Tekniska högskolan i Stockholm och arbetades sedan på Curmans/Brunnberg-Gillberg i Stockholm till 1976 och därefter på FFNS i Luleå. År 1997 öppnade han tillsammans med Bengt Aili (född 1951) det egna arkitektkontoret Tirsén & Aili, från 2020 Stark Arkitekter, i Luleå.

## Verk i urval av Hans Tirsén och/eller Tirsén & Aili Arkitekter
- 1986 Norrbottensteatern, Luleå (Hans Tirsén, FFNS)
- 2000 Sambiblioteket, Härnösand (arkitekttävling 1997, Hans Tirén med flera, FFNS)
- 2006 Laponiaporten, Porjus
- 2007 Kulturens hus, Luleå
- 2008 Lindellhallen på Umeå universitet